# 事実と価値の区別
事実と価値の区別（英語: fact–value distinction）とは、基本的な認識論的区別であり、以下の二種類の命題を峻別する。
1. 事実命題（肯定的・記述的命題）、理性と観察に基づき、経験的手法によって検証される。
2. 価値命題（規範的・指令的命題）、良いと悪い、美しさと醜さなどを含み、倫理学や美学の対象となり、価値論（axiology）によって研究される。

このように認識論的に事実と価値の間に壁を設けることは、事実から倫理的主張を導き出すことも、それによって倫理的主張を正当化することも不可能であると示唆する。
実際と価値の区別は、デイヴィッド・ヒュームが提示した道徳哲学上の is–ought 問題（「事実から価値を導けるか」という問題）と密接に関連し、そこから派生した概念である。両者の用語はしばしば同義語として用いられるが、is–ought 問題をめぐる哲学的議論には通常、美学は含まれない点で異なる。

## デイヴィッド・ヒュームの懐疑論
『人間本性論』（1739年）において、デイヴィッド・ヒュームは、規範命題を事実命題に基礎づける、すなわち「ある（is）」から「あるべき（ought）」を導き出す、ことの困難を論じた。一般にヒュームは、このような導出は成り立たないと考えていたと理解されており、彼のいわゆる is–ought 問題は道徳哲学の主要課題の一つとされる。
ヒュームは、トマス・ホッブズ（1588–1679）やジョン・ロック（1632–1704）といった初期啓蒙期の哲学者と政治的見解を共有していた。とりわけヒュームは、ヨーロッパ社会を分断していた宗教的・国家的敵対心は根拠の薄い信念に基づくものであり、自然本来のものではなく、時代や場所に依存する人為的産物にすぎないと主張した。そのため、こうした敵対心に命を賭して争う価値はないと論じたのである。
ヒューム以前には、アリストテレス哲学が行為と原因を目的論的に解釈する立場を維持していた。これにより、人間の行為に関するあらゆる事実は、四元徳や七大罪などによって定められた規範的枠組みの下で検討されるべきものとされた。この文脈での「事実」は価値自由ではなく、事実‐価値二分法という考え方は存在しなかった。16世紀にアリストテレス主義が衰退したことが、この認識論的枠組みを再検討する道を開いた。

## 自然主義的誤謬
事実と価値の区別は、倫理学で議論されるテーマである自然主義的誤謬（naturalistic fallacy）と密接に関係している。G・E・ムーアは、この誤謬をあらゆる倫理的思考にとって不可欠の問題とみなした。これに対し、フィリッパ・フットのような現代の哲学者は、その前提の有効性自体を疑問視している。また、ルース・アンナ・パットナムのように、最も「科学的」とされる学問分野であっても、研究者や実践者のもつ「価値」に影響されると論じる者もいる。もっとも、自然主義的誤謬と事実‐価値二分法の相違は、近代社会科学が厳密な自然主義的誤謬ではなく事実‐価値二分法を用いて新しい研究領域を立ち上げ、学問分野を形成してきたという事実から生じる。

## 道徳主義的誤謬
事実と価値の区別は、道徳主義的誤謬（moralistic fallacy）とも深く関係している。これは、純粋に価値的な前提から事実に関する結論を導き出すという誤った推論である。たとえば「人はだれもが平等であるべきだから、先天的な遺伝的差異は存在しない」という推論が典型例である。自然主義的誤謬が「ある（is）」から「あるべき（ought）」へ移行しようとするのに対し、道徳主義的誤謬は「あるべき（ought）」から「ある（is）」へ移行しようとする点で対照的である。